# Meniscomorpha bilineata
Meniscomorpha bilineata là một loài tò vò trong họ Ichneumonidae.